# テラス

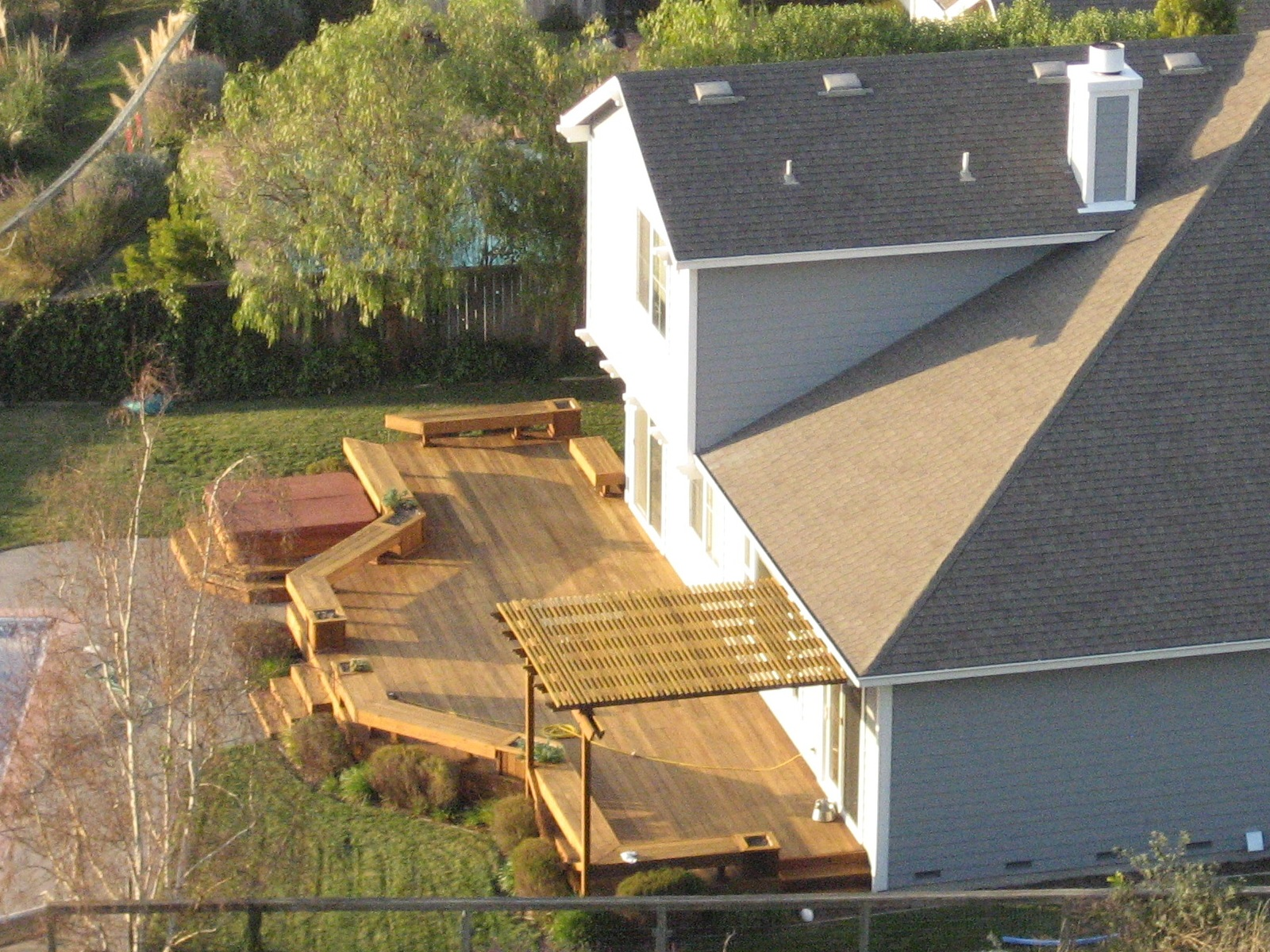
住宅の屋外テラス

テラス（フランス語 terrasse、英語 terrace）は、古フランス語で盛り土を意味する語に由来する。

## 地形のテラス

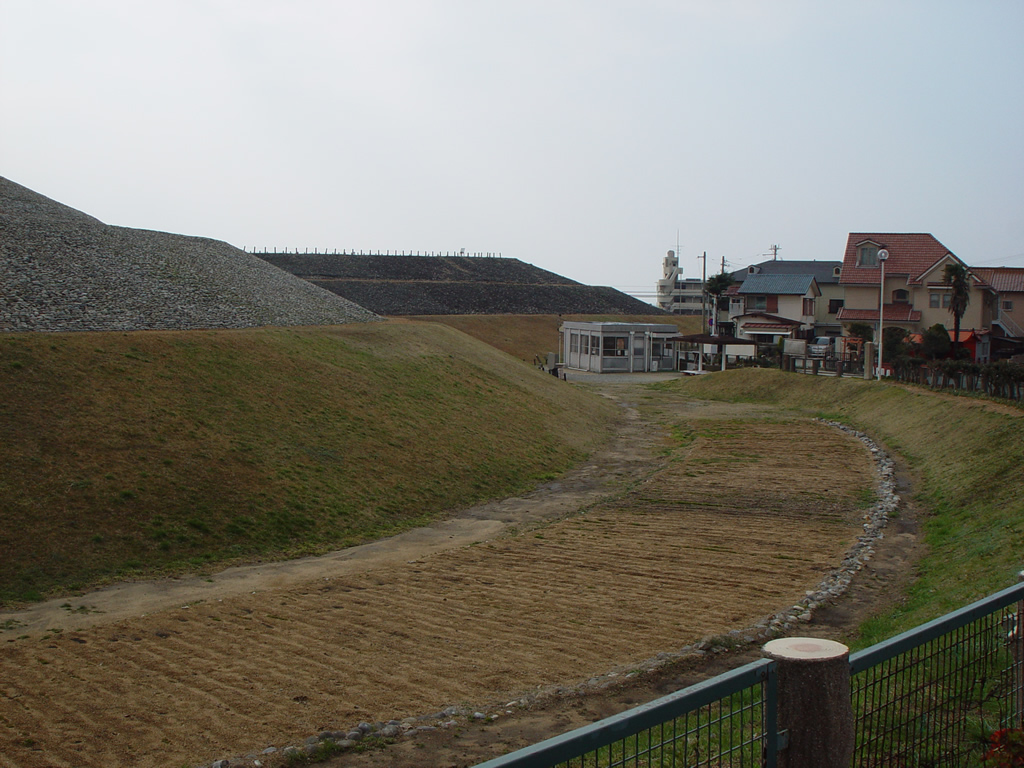
五色塚古墳のテラス

河岸段丘、棚田、段々畑など、階段状の地形を、人工・天然を問わずテラスと呼ぶ。
日本では特に、古墳など古代の遺構のものを言う。

## 建築物のテラス

### 建物

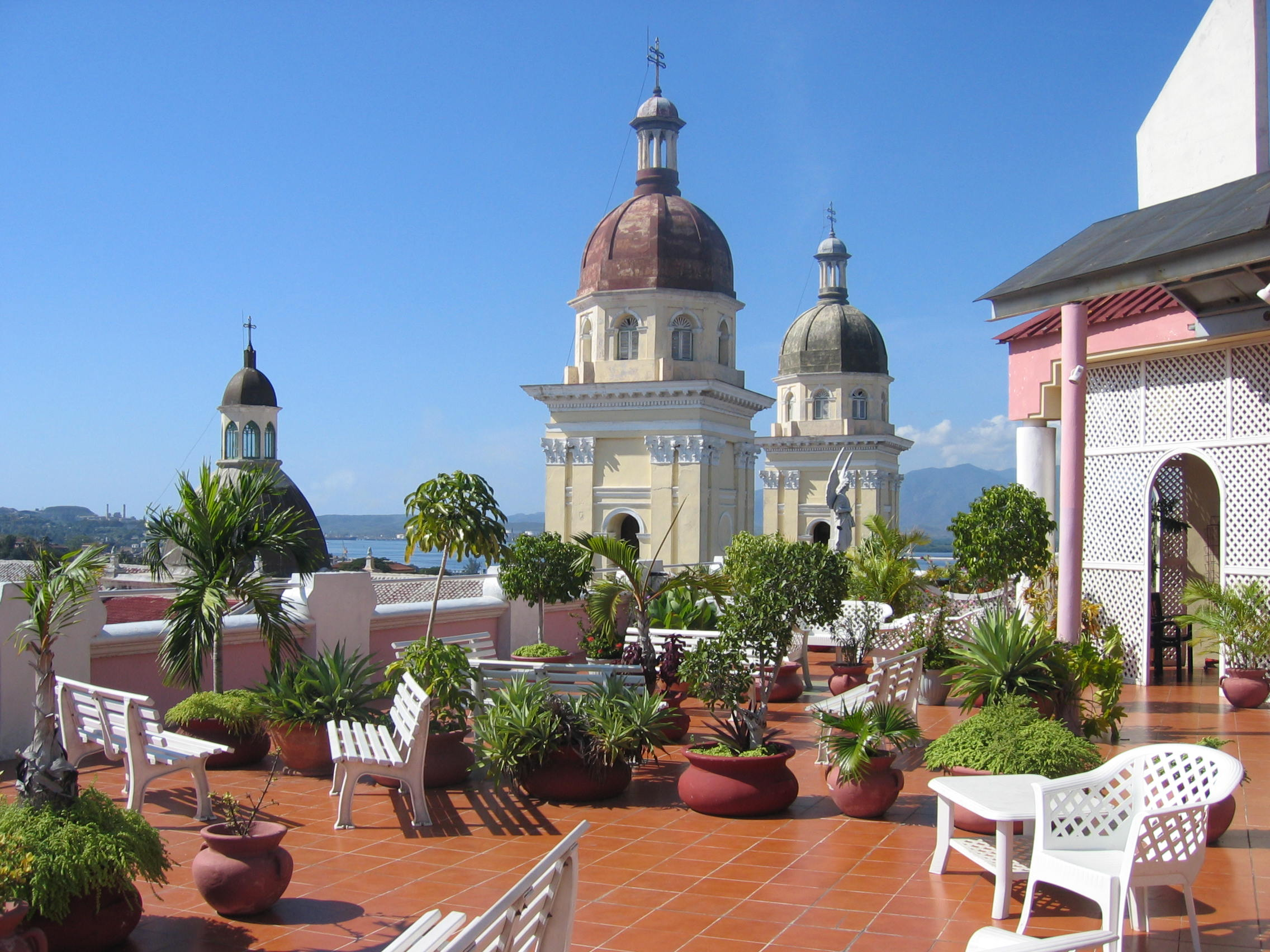
サンティアーゴ・デ・クーバのテラス

建物のテラスは、家屋の母屋から突き出した部分のこと。
さまざまな形態のものがあるが、基本的に1階に作られ、「テラス = 盛り土」という原義のとおり、本来の地面よりはやや高くなっている。屋内とは窓や扉などで繋がっている。周囲を柵で囲われているものもある。屋根があるものもないものもある。カフェなどの屋外テーブル席をテラス席という。フランスなどのカフェでは同一の物を注文してもカウンター席、屋内のテーブル席、屋外のテラス席で料金が異なる場合がある。
2階以上に作られたものはバルコニーやベランダと呼ぶ。
屋上の広場をテラスと呼ぶこともある。

### 建築・都市計画
建築・都市計画では、同じ形の住宅が側壁を共有して連続している集合住宅のことをテラスハウス（terraced house、集合住宅全体は複数形でterraced houses）という。同様の商店街もテラスハウスということがある。
元は、テラス状地形の斜面に沿って建てられたものをこう呼んだため、この名がある。集合住宅や商店街の名前に「～テラス」がよく使われる。

## ガーデンテラス

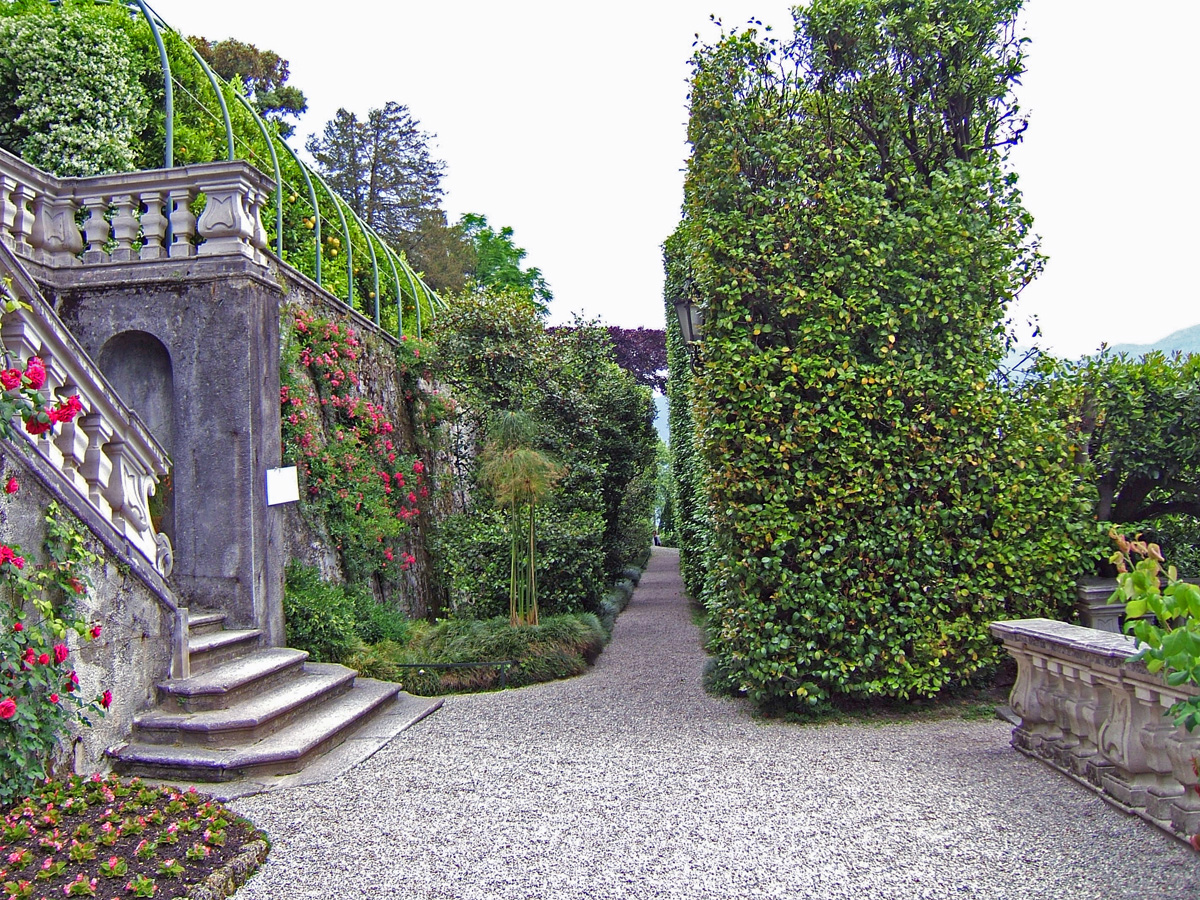
イタリア、コモ湖のヴィラ・カルロッタ、狭いテラスに沿った横断図：上層からの階段は擁壁にはめ込まれている。

ガーデニング、庭園造作において、テラスとは、平坦な舗装や砂利を敷いた部分で、見下ろして展望できる場所・要素。庭園に隆起したテラスは邸宅を乾燥した状態に保つことで、ハードスケープとソフトスケープの間を取り持っているともいえる。

### 歴史
ペルシャ
一般に、平らな場所は快適さと安らぎのための必要条件と考えられているため、高めの見晴らし台としてのテラスは古代ペルシャの園芸伝統に早くから登場し、儀式用のテントから囲まれた果樹園や楽園を見ることができるようになっていた。このようなテラスは、傾斜地に段々畑を作るという、はるかに古い農耕の習慣に起源を持つ。棚田を参照。
バビロンの空中庭園は、ジッグラトにあるような階段状のテラスを持つ人工的な山の上に造られたとされる。
古代ローマ
ルキウス・リキニウス・ルクッルスは小アジアの丘陵地でペルシア人の造園術を直接体験してローマに持ち帰った。マエケナスの別荘庭園には学者に開かれた図書館があったが、ルキウス・アンナエウス・セネカに軽蔑されることになった。帝政期初期のプレネステでは、フォルトゥナの聖域が拡大・整備され、自然の傾斜を階段でつながった一連のテラスに形作られた。

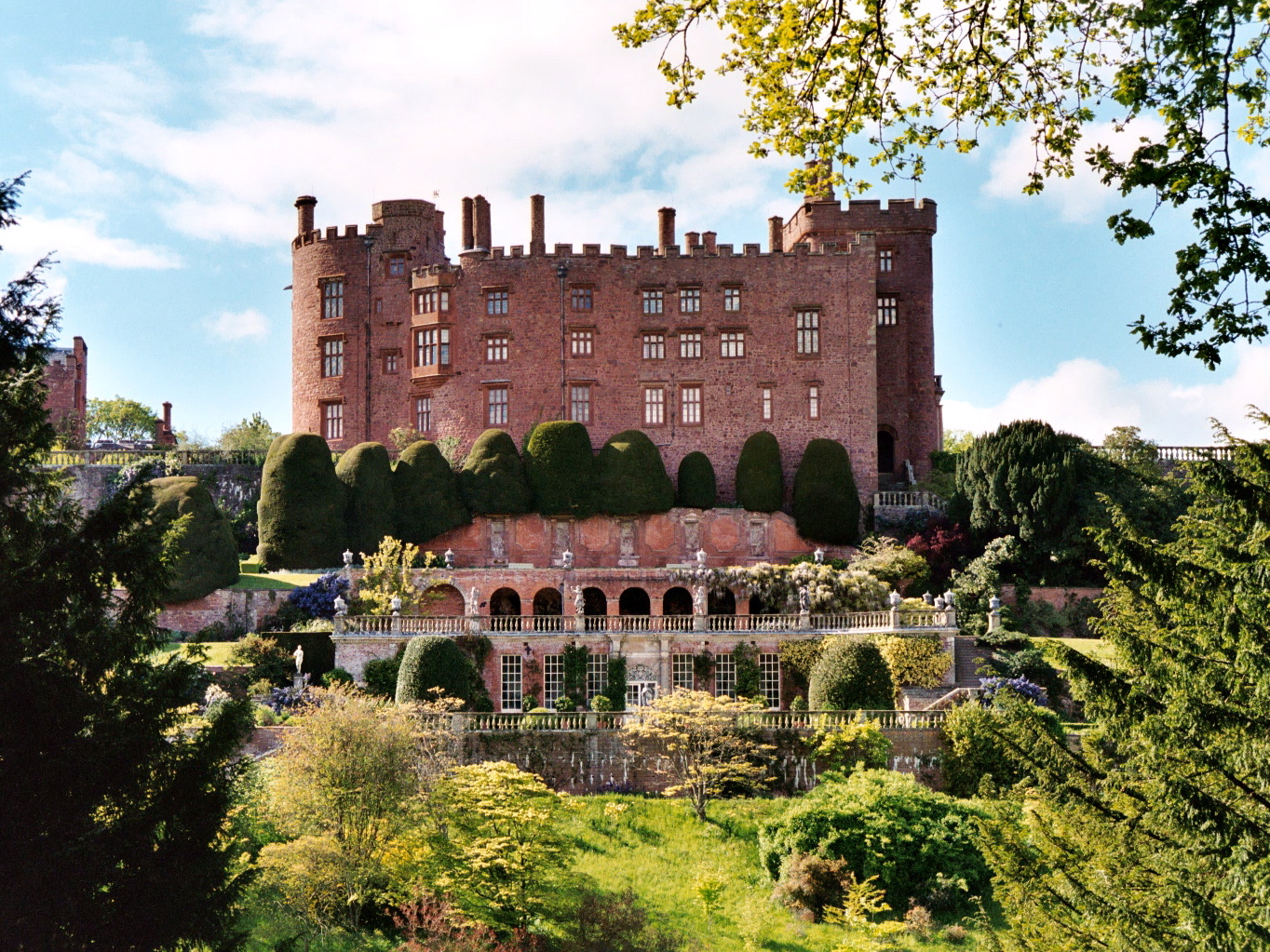
ウェールズ中部のポーイス城の急斜面は、一連の段々畑になっており、一部はアーチ型下屋に支えられている。

カプリ島の皇帝の別荘は、変化に富んだ段々畑を利用するように建てられている。ヘルクラネウムの海辺のパピルスの別荘では、ユリウス・カエサルの義父の別荘の庭園が一連のテラスに分かれており、ナポリ湾の快適で変化に富んだ眺めを提供している。そのうちの一部だけが発掘されている。リヴィアのヴィラは、おそらくジュリオ＝クラウディア王朝にもたらされたリヴィア・ドルシラの持参金の一部となり、テラスの下のクリプトポルティクスには、花や果実をつけた木々がフレスコ画として描かれている。
イタリア・ルネサンス
イタリア・ルネサンス期には、野生の自然を人間がコントロールするという形式的、文明的な刻印が、階段や水辺と組み合わせたテラスに表れ、別荘のパトロンや庭園デザイナーは、美しい展望を見渡せる断崖に引き寄せられる。16世紀初頭から歴代の教皇の下で完成したヴァチカン宮殿の有力なコルティーレ・デル・ベルヴェデーレでは、囲まれた中庭の背景が一段高いテラスになっていた。この場合、宮殿の上階にあるラファエロのスタンツェからの眺めとなる。
イギリスの風景式庭園
ランスロット・ブラウンの最も自然主義的だという風景式庭園でも、庭の前面に沿った砂利敷きや舗装されたテラスは、湿った天候でも乾いた散歩道となり、建築物の硬い素材と向こうのなだらかな緑地との間の移行となった。

### 現在

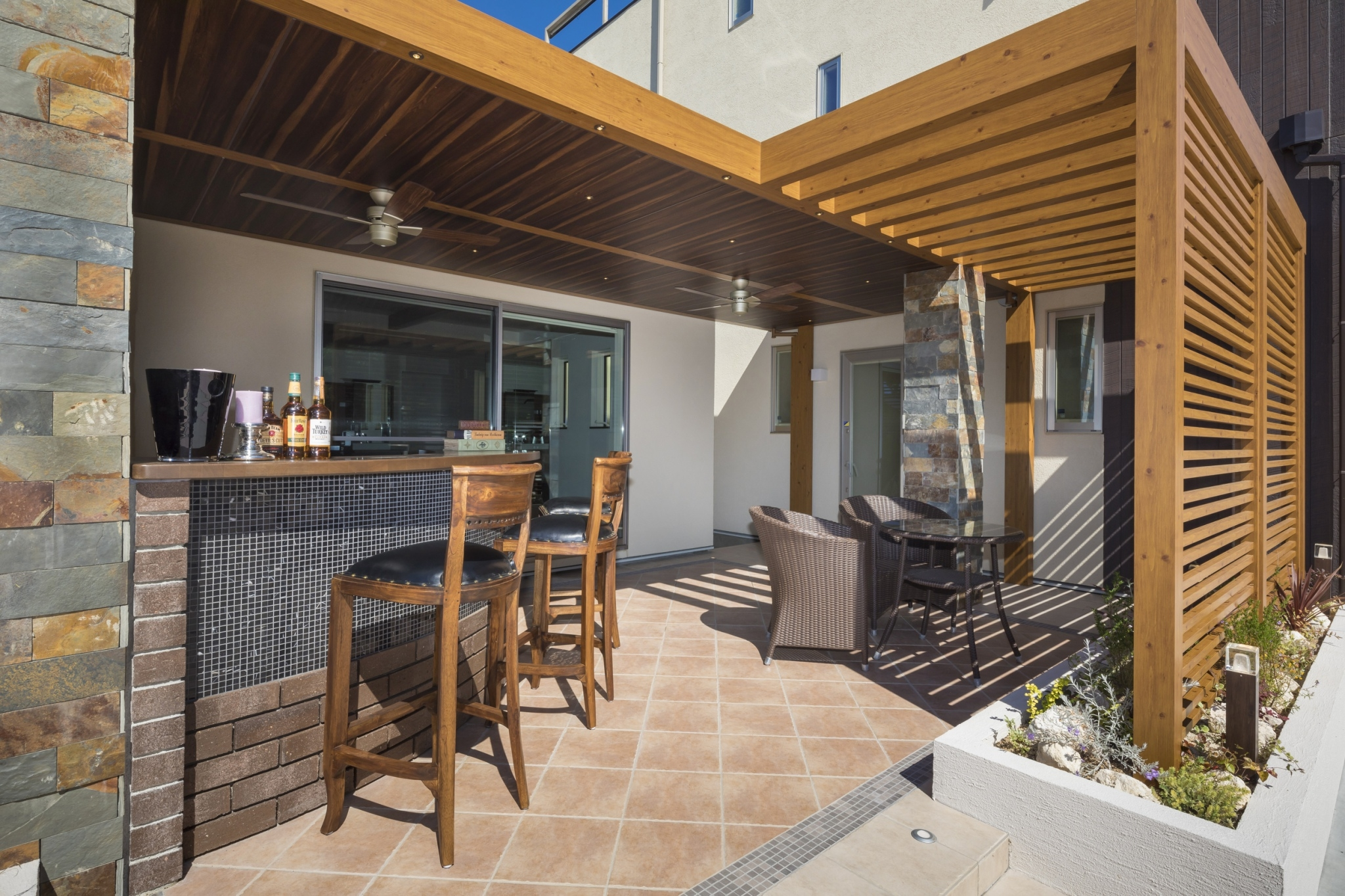
1階にあるテラスは日本古来の縁台などとも親近性があり、現代では「アウトドアリビング」などと呼ばれ設置される事例が多くなった。

現代のガーデンテラスは、別荘地などの庭園やランドスケープ要素に加え、都市部にもしばしば出現、アパートや住宅から地上階以外の任意の階に張り出したテラスもみられる。しばしば屋上庭園などと一緒に論じられるが、必ずしも真のルーフガーデンではなく、バルコニーやデッキであることが多い。これらの屋外スペースは、コンテナガーデニング、自動化された点滴灌漑や低流量灌漑システム (Micro-irrigation) 、ガーデンファニチャーを使うことで緑豊かな庭園にすることが可能となっている。